# Marlon Wayans
Marlon Lamont Wayans (Nova Iorque, 23 de julho de 1972) é um ator, comediante, produtor e roteirista americano, conhecido por suas frequentes parcerias com o irmão Shawn Wayans, com quem estrelou o seriado Dupla do Barulho e os filmes Vizinhança do Barulho, Todo Mundo em Pânico, Todo Mundo em Pânico 2, As Branquelas e O Pequenino. Além de Shawn, Marlon é irmão dos também atores Keenen, Kim, Shawn e Damon Wayans. Juntos, os irmãos Wayans criaram a produtora cinematográfica Wayans Bros.

## Biografia
Wayans nasceu em Nova Iorque, filho de Elvira, uma dona de casa e assistente social, e Howell Wayans, um gerente de supermercado. Wayans foi criado na projetos habitacionais de Nova York, o mais novo de dez irmãos. Ele é o irmão de Nadia Wayans, Shawn Wayans, Keenen Ivory Wayans, Damon Wayans, Dwayne Wayans, e Kim Wayans, todas as celebridades em seu próprio direito. Wayans foi para Fiorello H. LaGuardia High School of Música & Art and Performing Arts em Nova York, a escola que ficou famosa no Fame. Ele frequentou a Universidade Howard.

## Carreira
Sua primeira aparição foi na TV foi na série The Best of Robert Townsend & His Partners in Crime em 1991. Marlon apareceu com seus irmãos em In Living Color entre 1992-1993. De 1995 até 1999, Wayans co-estrelou a comédia da WB The Wayans Bros. com o irmão Shawn Wayans. Embora essencialmente um ator cômico, ele acumulou considerável aclamação da crítica por sua dramática virada em Réquiem para um Sonho. Ele também produziu os dois primeiros filmes da série Todo Mundo em Pânico, em que ele e Shawn foram creditados escritores e co-estrelas. Ele foi duramente criticado por sua atuação no filme de 2000, Dungeons & Dragons - A Aventura Começa como "Caracóis", o incompetente Vampira. Wayans filmou todas as suas cenas em quatro dias antes de sair para trabalhar em Réquiem para um Sonho. Wayans foi um amigo do falecido rapper Tupac Shakur e disse que o viu momentos antes dele ser morto a tiros em Las Vegas, no ano de 1996.
Wayans foi inicialmente considerado para o papel de Robin no filme de 1992 Batman Returns, no entanto, sentiu-se que o filme contou com muitos personagens, de modo que o personagem foi omitido do filme. Ele foi então formalmente especulado para o papel em 1995, na sequência Batman Eternamente para contracenar com Billy Dee Williams como Duas-Caras, mas a mudança no meio da produção dos diretores Tim Burton para Joel Schumacher resultaria na reformulação das peças e Wayans foi pago (Williams ainda não tinha assinado, mas ele recebeu uma multa de seu contrato por Batman permitir a opção de reprise) para a qual ele ainda recebe alguns pagamentos de royalties para este dia. Ele foi substituído por Chris O'Donnell.
Entre 2000 e 2001, Marlon produziu ao lado de seus irmãos seus 2 primeiros filmes, Todo Mundo em Pânico e Todo Mundo em Pânico 2. Atuou em filmes como Réquiem para um Sonho e Dungeons & Dragons - A Aventura Começa.
Wayans produziu uma série de desenhos animados na Nickelodeon que ele disse é uma combinação de Charlie Brown e Fat Albert, chamada Thugaboo. Em uma entrevista no Chelsea Lately, Wayans, junto com seu irmão Shawn afirmou que "em reuniões normalmente ele adormece, mas acorda com idéias surpreendentes. Marlon também sediou a 2000 MTV VMA, junto com seu irmão Shawn.
Em 2013, voltou com a paródia Inatividade Paranormal, sátira da franquia de sucesso Atividade Paranormal. Nesse mesmo ano fez uma participação no filme As Bem Armadas. Em 2014 voltou com Inatividade Paranormal 2, continuação do primeiro filme. Nesse mesmo ano, voltou aos palcos com seus irmãos, com o show de Stand up Comedy The Wayans Brothers Tour. No dia 28 de junho de 2015, Marlon Wayans postou uma foto no Instagram com a capa do filme As Branquelas 2 onde pedia para curtirem a publicação, e se caso atingisse a marca de 300 mil curtidas, a sequência pode sair. As curtidas na foto postada passaram de 300 mil. Em 2016 protagonizou o filme Cinquenta Tons de Preto, paródia do filme Cinquenta Tons de Cinza, de 2015.

## Filmografia
| Cinema | Cinema                      | Cinema                       | Cinema                            |
| Ano    | Filme                       | Papel                        | Notas                             |
| ------ | --------------------------- | ---------------------------- | --------------------------------- |
| 1988   | I'm Gonna Git You Sucka     | Pedestre                     |                                   |
| 1992   | Mo' Money                   | Seymour Stewart              |                                   |
| 1994   | Above the Rim               | Bugaloo                      |                                   |
| 1996   | Vizinhança do Barulho       | Loc Dog                      | Co-produtor executivo             |
| 1997   | O Sexto Homem               | Kenny Tyler                  |                                   |
| 1998   | Sem Sentido                 | Darryl Witherspoon           |                                   |
| 2000   | Réquiem para um Sonho       | Tyrone C. Love               |                                   |
| 2000   | Todo Mundo em Pânico        | Shorty Meeks                 | Produtor                          |
| 2000   | The Tangerine Bear          | Louie Blue (voz)             |                                   |
| 2000   | Dungeons & Dragons          | Snails                       |                                   |
| 2001   | Todo Mundo em Pânico 2      | Shorty Meeks                 | Co-produtor executivo             |
| 2004   | Behind the Smile            | Danny Styles                 |                                   |
| 2004   | Matadores de Velhinha       | Gawain MacSam                |                                   |
| 2004   | As Branquelas               | Marcus Copeland              | Produtor                          |
| 2006   | O Pequenino                 | Calvin "Rosto de bebê" Sims  | Produtor                          |
| 2007   | Norbit                      | Buster Perkins "Pé de Valsa" |                                   |
| 2009   | Bobeou Dançou               | Mr. Moody                    | Produtor                          |
| 2009   | G.I. Joe: A Origem de Cobra | Ripcord                      |                                   |
| 2010   | Marmaduke                   | Relâmpago                    | voz                               |
| 2013   | Inatividade Paranormal      | Malcolm Johnson              | Produtor                          |
| 2013   | As Bem Armadas              | Agente Especial Levy         |                                   |
| 2014   | Inatividade Paranormal 2    | Malcolm Johnson              | Produtor                          |
| 2015   | Sweet Micky for President   |                              | Produtor-executivo, Documentário. |
| 2016   | 50 Tons de Preto            | Christian Black              | Produtor                          |
| 2017   | Nu                          | Rob Anderson                 |                                   |
| 2019   | Sextuplets                  | Alan                         | Produtor e roteirista             |
| 2019   | Sextuplets                  | Russel                       | Produtor e roteirista             |
| 2019   | Sextuplets                  | Ethan                        | Produtor e roteirista             |
| 2019   | Sextuplets                  | Baby Pete                    | Produtor e roteirista             |
| 2019   | Sextuplets                  | Dawn                         | Produtor e roteirista             |
| 2019   | Sextuplets                  | Jaspar                       | Produtor e roteirista             |
| 2019   | Sextuplets                  | Lynette Spellman             | Produtor e roteirista             |
| 2026   | Todo Mundo em Pânico 6      | Shorty Meeks                 |                                   |

| Televisão | Televisão                                           | Televisão             | Televisão                       |
| Ano       | Título                                              | Papel                 | Notas                           |
| --------- | --------------------------------------------------- | --------------------- | ------------------------------- |
| 1991      | The Best of Robert Townsend & His Partners in Crime | Vários personagens    |                                 |
| 1992-1993 | In Living Color                                     | Vários                | 20 episódios                    |
| 1995-1999 | Dupla do Barulho                                    | Marlon Williams       | 101 episódios                   |
| 1996      | Mr. Show with Bob and David                         | Membro do KKK         | 1 episódio                      |
| 1996      | The Parent 'Hood                                    | Ele mesmo             | 1 episódio                      |
| 1996-1997 | Sábado de Manhã                                     | Blue (voz)            | 6 episódios                     |
| 1999      | Happily Ever After: Fairy Tales for Every Child     | Itch (voz)            | 1 episódio                      |
| 2006      | Seis Graus de Separação                             | Mendigo               | 1 episódio                      |
| 2006      | Thugaboo: Sneaker Madness                           | Voz                   | Produtor-executivo              |
| 2006      | Thugaboo: A Miracle on D-Roc's Street               | Dirty, Money          | Produtor-executivo              |
| 2008      | The Life and Times of Marcus Felony Brown           |                       | Produtor-executivo              |
| 2011      | Childrens Hospital                                  | Dr.Black              | 1 episódio                      |
| 2013      | Second Generation Wayans                            | Ele mesmo             | 2 episódios; Produtor-executivo |
| 2013      | Legit                                               | Doutor                | 1 episódio                      |
| 2014      | Tom Green Live                                      |                       | 1 episódio                      |
| 2015      | I Can Do That!                                      | Ele mesmo - Anfitrião | Produtor-executivo              |
| 2017-2018 | Marlon                                              | Marlon                | Protagonista                    |

## Prêmios e indicações[2]

### Black Reel Award
| Ano  | Categoria               | Filme                 | Resultado |
| ---- | ----------------------- | --------------------- | --------- |
| 2001 | Melhor Ator Coadjuvante | Réquiem para um Sonho | Indicado  |

### Blockbuster Awards
| Ano  | Categoria              | Filme                | Resultado |
| ---- | ---------------------- | -------------------- | --------- |
| 2001 | Melhor Ator de Comédia | Todo Mundo em Pânico | Indicado  |

### MTV Movie Awards
| Ano  | Categoria    | Filme       | Resultado |
| ---- | ------------ | ----------- | --------- |
| 2007 | Melhor beijo | O Pequenino | Indicado  |

### Framboesa de Ouro
| Ano  | Categoria    | Filme         | Resultado |
| ---- | ------------ | ------------- | --------- |
| 2005 | Pior atriz   | As Branquelas | Indicado  |
| 2005 | Pior roteiro | As Branquelas | Indicado  |
| 2005 | Pior dupla   | As Branquelas | Indicado  |
| 2007 | Pior ator    | O Pequenino   | Venceu    |
| 2007 | Pior roteiro | O Pequenino   | Indicado  |
| 2007 | Pior dupla   | O Pequenino   | Indicado  |